# Regius Professor of Zoology

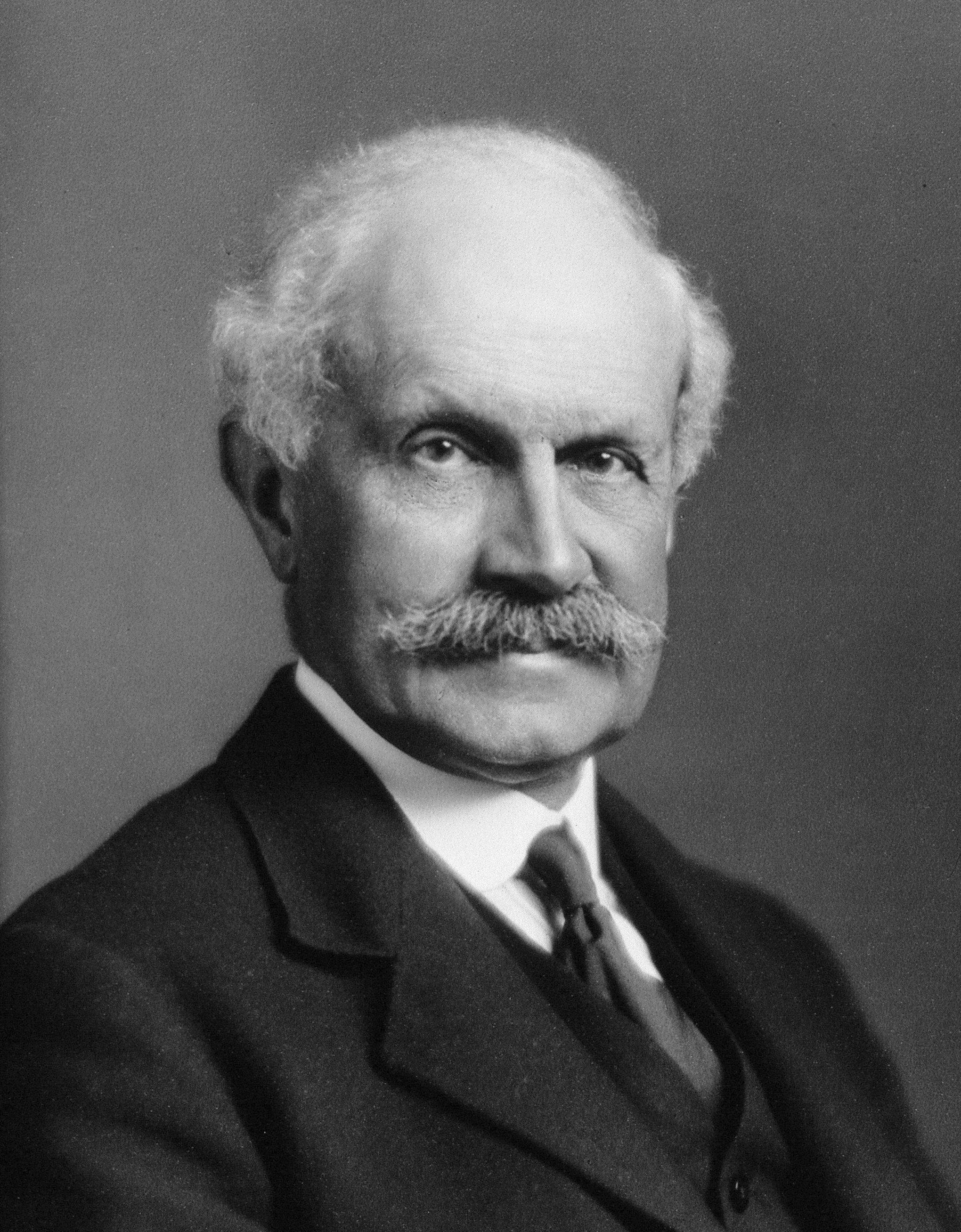
Der fünfte Regius Professor, John Graham Kerr

Der Regius Professor of Zoology ist eine Regius-Professur an der University of Glasgow. Sie wurde 1807 durch Stiftung von König Georg III. als Regius Chair of Natural History gegründet. Als 1903 in Glasgow ein Lehrstuhl für Geologie eingerichtet wurde, wurde der Lehrstuhl in Regius Chair of Zoology umgetauft. Es handelt sich um die einzige Regius-Professur für Zoologie im Vereinigten Königreich. Es gibt aber noch zwei Lehrstühle für Natural History, der Regius Professor of Natural History an der University of Aberdeen sowie den Regius Professor of Natural History in der School of Biological Sciences an der University of Edinburgh. In Glasgow gibt es seit 1965 einen zweiten benamten Lehrstuhl für Zoologie, den nach dem fünften Regius-Professor John Graham Kerr benannten John Graham Kerr Chair.

## Geschichte des Lehrstuhls
George III. gründete die Regius Professur in erster Linie, um einen Kurator für Sammlung von William Hunter zu bestellen. Der Professor lehrte zusätzlich Geologie und Zoologie, die damals unter dem Sammelbegriff Naturgeschichte zusammengefasst waren. Und obwohl sie hauptsächlich Medizinstudenten die Anatomie von Tieren näherbringen sollten, bevorzugten die meisten Professoren die Lehre der Geologie. Ab 1858 wurde Zoologie für Medizinstudenten sogar ein Pflichtfach. So bestand die Zoologie bis zum Anfang des 20. Jahrhunderts im Wesentlichen aus vergleichender Anatomie.
Die an der University of Edinburgh schon in den 1870er Jahren vollzogene Trennung zwischen Zoologie und Geologie fand in Glagow erst statt, als 1902 John Graham Kerr die Professur übernahm. 1923 beaufsichtigte Kerr die Eröffnung eines ausschließlich der Zoologie gewidmeten, heute als Kerr-Building bekannten Gebäudes. Kerrs Interesse an Mikroskopie und der Erforschung von Protozoen ließ ihn ein Institut von Weltklasse aufbauen. Monica Taylor entwickelte in diesem Institut eine Zucht für Amoeba proteus, mit denen Studenten fortan mikroskopierten. Sie isolierte auch Stränge, die bis heute in der Forschung verwendet werden. Sie schloss 1917 mit D.Sc. ab und leitete für viele Jahre die Biologie-Abteilung des Notre Dame Teaching Training College. Margaret Jeppsi identifizierte in ihrer Zeit am Lehrstuhl einen neuen Parasiten im menschlichen Verdauungstrakt, den Dientamoeba fragilis. Muriel Robertson war eine der besten und bekanntesten Studentinnen an Kerrs Institut. Sie wurde 1947 als erste Zoologin zum Fellow der Royal Society gewählt. Ihre Forschung untersuchte die afrikanische Schlafkrankheit, bzw. der Entwicklung des Parasiten in seinem Vektor, der Tsetsefliege und leistete damit einen wesentlichen Beitrag zur Tropenmedizin. Als Keith Vickerman 1967 seine Arbeit an der Universität aufnahm, benutzte er die aufkommende Elektronenmikroskopie, um den gleichen Parasiten und dessen Hülle zu untersuchen.
Mit Charles Maurice Yonge wurde 1944 ein außergewöhnlicher Meeresbiologe zum Regius Professor ernannt. Als das University Grants Committee dem Lehrstuhl eine Professur für Taxonomie anbot, erteilte man Roy Crowson den Lehrauftrag. Crowson wurde für seine Arbeiten mit Insekten bekannt und ist einer der bekanntesten Insektenforscher seiner Zeit.
Yonges Nachfolger, David Richmond Newth leitete eine Phase der Erweiterung. Unter seiner Führung wurde die Abteilung eine der größten in Europa. Die Abteilung für Ornithologie erlangte währenddessen Weltruhm und brachte Absolventen wie Pat Monaghan hervor.
Yonge folgte Keith Vickerman in der Professur nach, der schon seit 1967 an der Universität forschte. Vickerman wurde 1998 emeritiert, und der Lehrstuhl wurde nicht neu besetzt. Fünfzehn Jahre nachdem sich Vickerman von der Professur zurückgezogen hatte, wurde 2013 mit Pat Monaghan der zehnte Amtsinhaber und die erste Frau auf den Lehrstuhl ernannt.

## Liste der Regius Professors of Natural History / Regius Professors of Zoology
| Name                  | Namenszusatz                        | von  | bis   | Anmerkungen |
| --------------------- | ----------------------------------- | ---- | ----- | --- |
| Lockhart Muirhead     | M.A. LL.D.                          | 1808 | 1829  | Als König Georg III. einen Kurator für die Sammlung von Hunter suchte, waren politische Gründe vermutlich ausschlaggebend und Lockhart Muirhead, ein schottischer Whig wurde gewählt. Er ließ es sicher nicht an der notwendigen Sorgfalt fehlen und beaufsichtigte Verpackung und Transport der Sammlung nach Glasgow persönlich. Fachlich ist wenig von ihm bekannt, außer, dass er die Sammlung erweiterte. |
| William Couper        | M.A. M.D.                           | 1829 | 1857  | Couper verdankte die Regius Professur seinem umtriebigen Vater, der Bibliothekar der Universität war. Seinem Vater stand er allerdings dahingehend nicht nach, unterrichtete neben der Naturgeschichte auch noch Chemie und praktizierte in Glasgow. Als er in den letzten Jahren aufgrund seiner schlechter werdenden Gesundheit nicht mehr selbst unterrichten konnte, begann die Universität insgeheim mit der Suche nach einem Nachfolger und warb Rogers noch vor dem Ableben Coupers an. |
| Henry Darwin Rogers   | M.A. LL.D.                          | 1857 | 1866  | Der in Philadelphia geborene Rogers hatte zwar zwei Jahre in Europa studiert, dann aber eine sehr erfolgreiche Karriere in den USA durchlebt, die ihn bis zum Staats-Geologen von Pennsylvania machten. 1855 siedelte er nach Edinburgh um, wo er sein Werk The Geology of Pennsylvania, a Government Survey (2 Bände, 1858) fertigstellte. Ab 1857 wirkte er als Regius Professor an der University of Glasgow. |
| John Young            | M.D.                                | 1866 | 1902  | Als Mediziner war Young eigentlich ein Quereinsteiger. Sein Interesse an der Naturgeschichte war aber schon während seines Studiums geweckt worden und nach mehreren Jahren bei der Ordnance Survey und durch Unterstützung von Roderick Murchison wurde ihm der Lehrstuhl angeboten. Seine Beiträge zur Forschung waren mager, aber er begeisterte seine Studenten für das Fach. |
| Sir John Graham Kerr  | M.A. LL.D. F.R.S.                   | 1902 | 1935  | mit der Amtsübernahme von Kerr wurde die Professur in Regius Professor of Zoology umbenannt |
| Edward Hindle         | M.A., Sc.D., Ph.D, F.R.S.E., F.L.S. | 1935 | 1943  | Hindle hatte sich schon früh für Tropenmedizin interessiert und sich einen Namen als Entomologe und Parasitologe gemacht. Seine wichtigste Entdeckung war dabei ein Impfstoff gegen Gelbfieber. Außerdem konnte er den Infektionsweg der Leishmaniose klären. Größte Bekanntheit erlangte er aber, weil er syrische Goldhamster als Labor- und auch als Haustiere einführte. |
| Charles Maurice Yonge | C.B.E. Ph.D. D.Sc. F.R.S.           | 1944 | 1964  | Yonge diente von 1917 bis 1918 im britischen Militär. 1919 nahm er sein Studium an der University of Edinburgh auf, dass er 1922 abschloss. Er blieb, um 1924 mit Ph.D abzuschließen. Damit erlangte er auch ein Stipendium der Carnegie-Stiftung für eine Vertiefung seiner Studien an der University of Cambridge und einen Forschungsaufenthalt an der Stazione Zoologica in Neapel. 1927 war er an der Vorbereitung einer Expedition an das Great Barrier Reef beteiligt, die er 1928 anführte. Das achtzehnköpfige Team blieb fast ein Jahr am Riff. Der vierbändige Forschungsbericht wurde durch ein 1930 von Yonge veröffentlichtes Werk ergänzt. 1933 wurde Yonge mit 34 Jahren Professor an der University of Bristol, 1944 wurde er auf die Regius Professur berufen und 1946 wurde er zum Fellow der Royal Society. |
| David Richmond Newth  | B.Sc. Ph.D.                         | 1965 | 1981  | Unter Newths Führung wuchs der Fachbereich Zoologie in Glasgow zu einem der größten in Europa. Obendrein hatte er ein Gespür für talentierte Mitarbeiter. Er verantwortete die Rekrutierung seines direkten Nachfolgers Keith Vickerman und dessen Nachfolgerin Pat Monaghan. Dabei verzichtete er nicht auf eigenen Forschungsruhm, und wurde zu einer international anerkannten Kapazität im Bereich der Embryonenforschung. |
| Keith Vickerman       | Ph.D. D.Sc. F.R.S.E. F.R.S.         | 1984 | 1998  | Vickerman hatte früh ein Interesse an parasitären Protozoen entwickelt, den Trypanosomatida. Seine Untersuchungen in die Anpassung der Parasiten an die verschiedenen Umwelten in Vektor und Wirt sowie seine Erkenntnisse um die Überlebensmechanismen der Parasiten eröffneten neue Wege zur Behandlung der Erkrankungen in Mensch und Tier. |
| vakant                |                                     | 1998 | 2013  | In diesem Zeitraum war die Professur nicht besetzt. |
| Pat Monaghan          | Ph.D., F.R.S.E.                     | 2013 | heute | Monaghan hatte unter Newth in Glasgow studiert und grundlegende Arbeiten in der Ornithologie geleistet. Ihr Ph.D. erwarb sie an der University of Durham |